# Lithospermum leonotis
Lithospermum leonotis là loài thực vật có hoa trong họ Mồ hôi. Loài này được (I.M. Johnst.) J. Cohen mô tả khoa học đầu tiên năm 2009.